# پیشگویی (فیلم ۲۰۰۹)
پیشگویی (به انگلیسی: Knowing) فیلمی علمی–تخیلی به کارگردانی الکس پرویاس و با بازی نیکلاس کیج محصول مشترک آمریکا و بریتانیا است که در ۲۰ مارس ۲۰۰۹ منتشر شد.

## خلاصه داستان
در سال ۱۹۵۹، در مراسم بازگشایی یک دبستان در ایالت ماساچوست، دانش‌آموزان نقاشی‌هایی حاوی ایده‌ها و آرزوهایشان برای پنجاه سال آیندهٔ انسان‌ها بر روی کاغذ می‌کشند و آن‌ها را درون یک کپسول زمان زیر خاک دفن می‌کنند. در میان آنان دخترکی با نگرانی برگه‌ای قرار می‌دهد که فقط حاوی یک رشته اعداد مرموز است.
اکنون (۲۰۰۹) و بعد از پنجاه سال، کپسول را از درون خاک بیرون می‌آورند و پنجاهمین سالگرد تأسیس مدرسه را جشن می‌گیرند. پروفسور کستلر، استاد اخترفیزیک دانشگاه ام‌آی‌تی و از والدین یکی از کودکان این مدرسه، که کودک پسرش به‌طور اتفاقی برگهٔ نقاشی را تصاحب کرده، با دقت آن اعداد به‌ظاهر نامفهوم را بررسی می‌کند و متوجه رابطهٔ منطقی هولناکی دربارهٔ آن‌ها می‌شود…

## مشروح داستان
در اکتبر ۱۹۵۹، یک دبستان در لکسینگتون، ماساچوست با برگزاری مسابقه‌ای به مناسبت گشایش خود، از دانش‌آموزان می‌خواهد آینده را به تصویر بکشند. همهٔ کودکان نقاشی می‌کشند، جز «لوسیندا امبری» که با راهنمایی صداهایی پچ‌پچ‌وار، برگه‌اش را با دنباله‌ای از عددها پر می‌کند. پیش از آن‌که بتواند عددهای پایانی را بنویسد، زمان مسابقه به پایان می‌رسد و معلم برگه‌ها را جمع می‌کند. روز بعد، لوسیندا عددهای باقی‌مانده را با ناخن روی در کمدی حک می‌کند. همهٔ آثار در یک کپسول زمان نگهداری می‌شوند تا ۵۰ سال بعد باز شوند و نقاشی‌ها بین دانش‌آموزان جدید توزیع شود. برگهٔ لوسیندا به دست «کیلب کوسلر» می‌رسد، پسر ۹ سالهٔ «جان کوسلر»، استاد اخترفیزیک در ام‌آی‌تی که همسرش را از دست داده است.
جان درمی‌یابد که عددهای لوسیندا در واقع تاریخ، شمار کشته‌ها و مختصات جغرافیایی فاجعه‌های بزرگی در ۵۰ سال گذشته‌اند، از جمله بمب‌گذاری در اوکلاهما سیتی، حملات ۱۱ سپتامبر و توفند کاترینا؛ و سه فاجعهٔ دیگر هم هنوز رخ نداده‌اند. در روزهای بعد، جان دو تا از این سه واقعهٔ نهایی را از نزدیک تجربه می‌کند: یک سقوط هواپیما و خروج قطار متروی نیویورک از ریل به‌دلیل نقص در سایدینگ. جان باور می‌کند که خانواده‌اش نقشی مهم در این حوادث دارند: همسرش در یکی از فاجعه‌های قبلی کشته شده و اکنون این کیلب است که پیام لوسیندا را دریافت کرده است. در این میان، کیلب نیز شروع به شنیدن همان صداهای پچ‌پچ‌وار می‌کند که لوسیندا می‌شنید.
جان برای جلوگیری از رخداد پایانی، به دنبال «دیانا»، دختر لوسیندا، و نوه‌اش «ابی» می‌رود. دیانا در آغاز بدبین است، اما در نهایت با جان به کاروان متروک لوسیندا می‌رود، جایی که تصویری از حکاکی ماتیاس مریَن از «رویای ارابهٔ حزقیال» را می‌یابند، که در آن خورشیدی بزرگ ترسیم شده است. آن‌ها همچنین درمی‌یابند که دو رقم پایانی پیام لوسیندا در واقع عدد نیستند، بلکه دو حرف E برعکس‌اند که با نوشته‌ای زیر تخت لوسیندا مطابقت دارد: «بقیهٔ مردم»، که به یک رویداد در سطح انقراض اشاره دارد. در جریان این جست‌وجو، کیلب و ابی که در خودرو خواب بودند، با موجوداتی روبه‌رو می‌شوند که منشأ همان صداهای پچ‌پچ‌وارند. دیانا به جان می‌گوید که مادرش همواره تاریخ مرگ او را پیش‌بینی کرده بود. جان همچنین به دیدن معلم لوسیندا می‌رود که با وجود ابتلا به آلزایمر، داستان حکاکی روی در را به یاد می‌آورد.

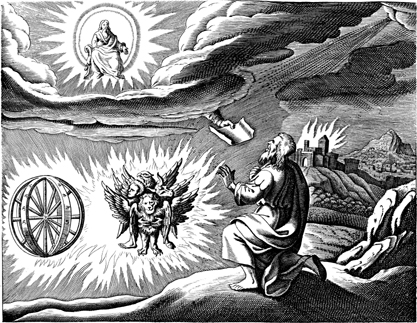
نسخه‌ای از حکاکی ماتیاس مریَن از «رویای ارابهٔ حزقیال» (۱۶۷۰) که شخصیت‌های فیلم آن را نشانه‌ای از پایان دنیا می‌دانند

روز بعد، ابی تصویر خورشید را در آن حکاکی رنگ‌آمیزی می‌کند و جان با دیدن آن به کشفی می‌رسد. او با شتاب به رصدخانهٔ ام‌آی‌تی می‌رود و درمی‌یابد که شراره‌ای عظیم از خورشید، که توانایی نابودی حیات در زمین را دارد، در تاریخ نهایی پیام به زمین برخورد خواهد کرد. در حالی که دیانا و ابی آماده می‌شوند تا در غارهای اطراف پناه بگیرند، جان به مدرسه می‌رود و در روی در، مختصات جغرافیایی‌ای را پیدا می‌کند که باور دارد می‌تواند نقطهٔ نجات باشد. دیانا که هنوز شک دارد، کیلب و ابی را سوار خودرو می‌کند و با عجله به سوی غارها می‌رود.
در یک پمپ‌بنزین، موجودات پچ‌پچ‌گر خودرو را با کودکان می‌ربایند. دیانا با یک خودروی سرقتی آن‌ها را دنبال می‌کند اما در تصادف کشته می‌شود؛ دقیقاً در نیمه‌شب ۱۹ اکتبر، همان‌گونه که لوسیندا پیش‌بینی کرده بود. موجودات، کیلب و ابی را به کاروان لوسیندا می‌برند، جایی که جان نیز اندکی بعد به آن‌جا می‌رسد. این موجودات، که شبیه فرشتگان فرازمینی‌اند، کودکان را برای نجات به ناوهای میان‌ستاره‌ای می‌برند. به جان گفته می‌شود که چون صدای پچ‌پچ‌ها را نشنیده، نمی‌تواند همراه آن‌ها برود؛ بنابراین با دل‌شکستگی، کیلب را برای رفتن با ابی متقاعد می‌کند. آن‌ها سوار کشتی می‌شوند و کشتی، به همراه دیگر فضاپیماها، زمین را ترک می‌کند.
روز بعد، جان تصمیم می‌گیرد واپسین لحظات را با خانواده‌اش بگذراند. او به خانهٔ والدینش می‌رود، با پدرش آشتی می‌کند و در کنار آن‌ها می‌ماند. شرارهٔ خورشیدی سپس به زمین می‌رسد، نیویورک را نابود می‌کند و در نهایت زمین را به‌کلی از بین می‌برد. در همین حال، ناو حامل کیلب و ابی آن‌ها را بر روی سیاره‌ای شبیه بهشت برین پیاده می‌کند. آن‌ها در دشتی سرسبز به‌سوی درخت سفید بزرگی می‌دوند که به درخت زندگی شباهت دارد و فضاپیماها از آن‌جا رهسپار آسمان می‌شوند.

## نقد
راجر ایبرت تنها منتقد بزرگ سینمایی است که به این فیلم نمرهٔ کامل داد. تبصره و نکات فلسفی «جبر در برابر اختیار» در فیلم او را به‌شدت مجذوب خود کرد. سایر منتقدان معتقدند که این فیلم بیش‌ازحد تاریک و غمگین است، و در واقع شرحی است از دورهٔ آخرالزمان به روایت کتاب مکاشفهٔ یوحنا، و فیلم بیشتر از این حرفی برای گفتن ندارد.